# NGC 3969
NGC 3969 é uma galáxia espiral barrada (SB0-a) localizada na direcção da constelação de Crater. Possui uma declinação de -18° 55' 38" e uma ascensão recta de 11 horas, 55 minutos e 09,1 segundos.
A galáxia NGC 3969 foi descoberta em 1886 por Ormond Stone.